# Graveyard star
Graveyard star is een studioalbum van de Britse band Mostly Autumn.

## Inleiding
Het album is de verwerking door Mostly Autumn van de coronapandemie. Het is opgenomen toen het bandleven grotendeels stil kwam te liggen ("Empty streets, quiet night") door overheidsmaatregelen als bijvoorbeeld contactverbod en lockdown. Het is in achttien maanden opgenomen in de Fairview Studio in Kingston upon Hull, een soort privéstudio van de band. Het album geeft de situatie chronologisch weer (er staan maanden genoteerd bij sommige nummers) en geven aan het eind toch vooral de hoop weer dat het eens zou eindigen. Opnieuw werden de Pink Floydachtige gitaarsoli genoemd net als de heldere stem van de zangeres.

## Musici
- Bryan Josh – zang, gitaren, toetsinstrumenten, tamboerijn
- Olivia Sparnenn – zang, toetsinstrumenten, achtergrondzang
- Iain Jennings – toetsinstrumenten waaronder hammondorgel
- Andy Smith – basgitaar
- Henry Rogers – drumstel
- Chris Johnson – zang, gitaar, toetsinstrumenten (eerste zangstem track 11)
- Angela Gordon – dwarsfluit, achtergrondzang (eerste zangstem track 11)

Met
- Troy Donokley – fluitjes en Uillean pipes (track 3, 9, 12), Portugese mandola (track 3) en zang (track 12)
- Chris Leslie – viool (track 1 en 3) (hij speelde bij Fairport Convention

## Muziek
| Nr. | Titel                                     | Duur  |
| --- | ----------------------------------------- | ----- |
| 1.  | Graveyard star (Josh)                     | 12:05 |
| 2.  | The plaque bell (Josh)                    | 2:01  |
| 3.  | Skin of mankind (Josh)                    | 4:28  |
| 4.  | Shadows (Josh)                            | 4:14  |
| 5.  | The harder that you hurt (Sparnenn, Josh) | 4:33  |
| 6.  | Razor blade (Josh)                        | 7:05  |
| 7.  | This endless war (Sparnenn, Josh)         | 6:50  |
| 8.  | Spirit of mankind (Josh)                  | 4:56  |
| 9.  | Back in these arms (Josh)                 | 6:27  |
| 10. | Free to fly (Jennings, Josh)              | 3:50  |
| 11. | The diamond (Johnson)                     | 6:01  |
| 12. | Turn around slowly (Josh)                 | 3:50  |

De luxe editie ging gepaard met een tweede compact disc met circa 40 minuten nieuwe muziek.

## Nasleep
Mostly Autumn verzorgde in 2022 een aantal concerten, waarbij de band regelmatig Nederland aandeed (Zoetermeer, Enschede, Helmond). Het concert van 4 juni 2022 in de Poppodium Boerderij in Zoetermeer werd vastgelegd voor een liveregistratie Back in these arms.